# 소정면
소정면(小井面)은 세종특별자치시의 가장 북쪽에 위치한 면이다. 면사무소는 소정리 48번지이다.
소정면은 행정구역과는 달리 천안시 생활권에 속하고, 과거 연기군 시절에는 연기군의 다른 지역(041-8**-****)과 달리 전화번호도 천안·아산과 같은 041-5**-****를 사용했으며, 학군도 천안시에 속한다.

## 역사
- 조선시대
  - 1414년 : 청주군 덕평면 운당리 및 소동면 소정리 및 대곡리에 접함.
  - 1895년 : 전의면에 편입 (덕평면, 소동면)
- 일제강점기
  - 1914년 : 연기군 전의면에 편입
- 대한민국
  - 1986년 11월 1일 : 전의면 소정출장소 개설 (3개리)
    - 소정리, 대곡리, 운당리

  - 1995년 1월 1일 : 소정면 승격 (4개 법정리, 11개 행정리)
    - 소정리, 고등리, 운당리, 대곡리

  - 1996년 1월 1일 : 소정면사무소 준공
  - 2012년 7월 1일 : 충청남도 연기군 소정면에서 세종특별자치시 소정면으로 변경

## 하위 행정구역 (법정리)
- 소정리(小井里)
- 고등리(高登里)
- 운당리(雲堂里)
- 대곡리(大谷里)

## 산업
- 소정일반산업단지 (전의면 유천리)
  - KCC 세종공장

- 세종첨단일반산업단지 (고등리)
  - 신신제약
  - 멈스 세종본사
  - 아이모스시스템 세종공장
  - 한국비엔씨 GMP공장
  - 나우코스 제2공장
  - 포스코케미칼

- 세종 스마트그린일반산업단지 (고등리)

2021년 12월 예정

## 교육
소정면에는 1개의 초등학교가 있다.
- 소정초등학교

## 교통
경부선 철도가 면을 남북으로 관통하며 소정리역이 면 중심부인 소정리에 있으나 여객 취급은 하지 않는다. 세종 시내버스는 고등리까지 운행하는 지선 노선 830번, 831번, 850번 3개 밖에 없었고, 운행 횟수가 적어 세종특별자치시로 접근성이 떨어졌으나, 2016년 1월 11일부로 991번 버스가 소정면 대곡리까지 연장운행하여 행정중심복합도시까지의 대폭 향상된 접근성을 기대할 수 있게 되었다. 천안 시내버스는 수시로 운행하여 천안시 및 공주시 정안면으로 이동하기 용이하다.